# Rifugio del Montanaro
Inaugurato il 22 settembre 1963 e ristrutturato nel 2001, il rifugio del Montanaro sorge in località Poggio dei Malandrini, all'interno della Foresta del Teso. Il rifugio si trova a circa 2 ore di cammino dai centri abitati di Maresca e Gavinana, ed a un'ora da Monte Gennaio (1814 m s.l.m.) e la Fonte dell'uccelliera, a circa due ore dal Corno alle Scale (1.945 m s.l.m.), imboccando il Sentiero Italia e a due ore e mezzo dal Lago Scaffaiolo.
Il rifugio è dotato di Moduli fotovoltaici per la produzione autonoma di Energia elettrica, di 12 posti letto e di bivacco sempre aperto. Inoltre è presente all'esterno un'ampia terrazza panoramica con posti a sedere.